# 指導要録
指導要録（しどうようろく）は、日本の学校において幼児・児童・生徒・学生の学籍並びに指導の過程及び結果の要約を記録し、その後の指導及び外部に対する証明等に役立たせるための原簿となるもの。学校教育法施行規則第24条第1項により、各学校の校長はこれを作成しなければならない旨が定められている。その性質から教育課程と深く関わりを持っており、その様式等については学習指導要領の改訂と軌を一にして改訂されてきた。
指導要録は学籍に関する記録と指導に関する記録からなる。作成や保存などの取り扱いについては、学校教育法施行規則第24条、第28条の定めるところによる。児童等が進学、転校した際にはその写しを進学転校先の学校長に送付することとなっている。指導要録は外部への証明の原本であり、調査書は通常その写しとなっている。
指導要録の様式の決定は、公立学校にあっては、教育委員会が行う（昭和36年5月29日文部省初中局長回答）。
指導要録は1学年が複数回あることを想定して作られていないので、原級留置にした場合はもう一通新しい指導要録を作成し、前の物と併用する。

## 学籍に関する記録
学籍に関する記録には、次の項目を記述する。
- 学級、整理番号
- 児童・生徒の氏名、生年月日、性別、現住所
- 保護者の氏名、現住所
- 入学前の経歴
- 入学・編入学等
- 転入学の記録
- 転学・退学等
- 卒業
- 進学先・就職先等
- 学校名及び所在地
- 校長氏名印・学級担任者氏名印

学籍に関する記録は、卒業後20年間保存する（学校教育法施行規則第28条第2項但書）。

## 指導に関する記録
校種によって多少異なるが、次のような項目を記述する。
- 各教科の学習の記録
  - 観点別学習状況
  - 評定
- 総合的な学習の時間の記録
- 特別活動の記録
- 行動の記録
- 総合所見及び指導上参考となる諸事項
- 出欠の記録

指導に関する記録は、卒業後5年間保存する（学校教育法施行規則第28条第2項）。

## 指導要録に関する判例
市町村の個人情報保護条例により開示請求を行ったところ、一部非開示とされたため、処分の取り消しを求めた訴訟において、大阪高等裁判所平成11年11月25日判決は、教師の主観的評価を含む「所見」欄等の開示をしないことは許されないと判示した。